# Associazione Sportiva Del Duca Ascoli 1966-1967
Questa pagina raccoglie le informazioni riguardanti l'Associazione Sportiva Del Duca Ascoli nelle competizioni ufficiali della stagione 1966-1967.

## Rosa
| N. |                    | Ruolo | Calciatore           |
| -- | ------------------ | ----- | -------------------- |
|    | Italia (bandiera)  | C     | Carlo Bacci          |
|    | Italia (bandiera)  | P     | Adriano Bardin       |
|    | Italia (bandiera)  | C     | Franco Beccaccioli   |
|    | Italia (bandiera)  | D     | Francesco Bigoni     |
|    | Italia (bandiera)  | D     | Silvio Camaioni      |
|    | Italia (bandiera)  | C     | Adelmo Capelli       |
|    | Brasile (bandiera) | A     | Francesco De Mecenas |
|    | Italia (bandiera)  |       | Gioncati             |
|    | Italia (bandiera)  | D     | Vittorio Guzzo       |

| N. |                   | Ruolo | Calciatore         |
| -- | ----------------- | ----- | ------------------ |
|    | Italia (bandiera) | A     | Tino Magnan        |
|    | Italia (bandiera) | C     | Carlo Mazzone      |
|    | Italia (bandiera) | A     | Bruno Meneghetti   |
|    | Italia (bandiera) |       | Paradiso           |
|    | Italia (bandiera) | C     | Paolo Pierbattista |
|    | Italia (bandiera) | A     | Luigi Porro        |
|    | Italia (bandiera) | C     | Alberto Rigantè    |
|    | Italia (bandiera) | P     | Ernesto Sclocchini |